# 미국 육군 레인저
미국 육군 레인저(United States Army Rangers)는 미국 육군의 엘리트 경보병 분파로서, 현재는 제75레인저연대를, 75레인저연대가 창설 이전에는 여러 보병사단 산하에서 활동하던 레인저 중대 혹은 레인저 대대 등의 각종 레인저 부대들을 통틀어서 가리키는 말이다.

## 개요
레인저 부대들은 제2차 세계 대전, 한국 전쟁, 베트남 전쟁, 아프가니스탄 전쟁, 이라크 전쟁, 파나마 침공, 그레나다 침공, 코소보 전쟁 등 미국 군사사에 있어서 주요한 전쟁에 거의 참전하였다.
과거 18,19세기에도 북미대륙에 여러 레인저부대들이 존재해 왔는데, 20세기의 레인저부대는 제2차 세계 대전 당시 활동한 미 육군 예하 6개의 레인저 대대가 시초이다. 제5307구성부대와 제475보병대대, 제75보병대대로 이름이 바뀌기도 했다.
현재의 레인저부대는 1980년대에 창설된 제75레인저연대로서, 미국 육군 특수작전사령부 휘하의 부대이다.
조지아주의 포트 베닝에 위치해 있다.

## 용어의 혼선
여러 경우마다 레인저라는 용어는 각기 다르게 정의 된다.
특정 부대 소속이 아니라, 각 군의 여러 부대에서 온 레인저 학교의 졸업생도들에게도 그 군소속에 관계 없이 레인저란 칭호가 주어지기 때문에, 밑에 항목에도 언급되듯이 용어사용상 혼란을 불러일으키고 있다.
레인저라는 명칭은 17세기 초부터 비공식적으로 사용되어 왔다. 미대륙에서 인디언과 영국개척자들간의 토지대립에서 촉발된 필립 왕 전쟁에서 싸운 영국 병사들이 레인저라는 명칭을 사용한 군사상의 첫 사용례였고, 프렌치 인디언 전쟁에서는 레인저라는 용어가 정예부대들에게 붙여주는 일반적인 명사처럼 사용되었다. 이때까진 비공식적인 별칭들에 불과했고, 미군 부대에서 레인저라는 이름을 공식적인 부대명으로 붙이기 시작한 건 미국 독립 전쟁 이후부터였다.
레인저 학교(Ranger School)가 주최하는 연간 최고의 레인저 대회를 예로 들자면, 미국 각 군의 여러 부대들에서 온 레인저 학교 수료자, 즉 레인저 자격을 갖춘 군인이면 어느 군 소속이든 모두 참가할 수 있다. 참고로 레인저 학교는 제75레인저연대와는 다른 별도의 기관으로서, 2차 대전 이래로 각 군의 정예요원과 군 리더의 양성 활동을 하고 있다.
그리고 미국 육군 레인저 협회가 수여하는 레인저 명예의 전당에 오르기 위해선, 레인저 부대 복무자 뿐 아니라 미국 각 군에서 온 레인저 학교 졸업생들에게도 자격이 주어진다.
또한 레인저 협회는 레인저 '부대'를 "레인저 역사상 혹은 레인저 부대 편성 상 인정받은 육군 부대가 레인저 부대로 정의된다"라고 분류했다.
한편 레인저 협회에서 인정하는 레인저 '대원'은 "어느 군 소속이든 레인저 학교를 수료하여 레인저 탭을 받은 군인, 2차 대전 및 한국 전쟁, 베트남 전쟁의 레인저 대대나 레인저 중대원들, 항구적 자유 작전, 사막의 폭풍 작전, 또는 그레나다 침공이나 코소보 전쟁에 참전한 레인저들, 그리고 인정받은 레인저 부대에서 1년 이상 영예롭게 복무한 레인저들"로 규정했다.
레인저라는 단어가 이처럼 다양하게 쓰이기 때문에 레인저라는 명칭에 대해서 논란이 많다.
 레인저 역사상 각종 용어 정의상의 문제는 대부분이 레인저가 누구인지에 대한 명확하고 일관된 정의 자체가 없기 때문에 발생했다. 레인저 담당부, 보병 학교, 육군 각 처는 과거에 신중하게 레인저-종류, 레인저 같은 부대, 혹은 특수부대와 비슷한 부대 등과 같이 조심스럽게 레인저 부대의 정의를 다듬기 시작했다. 군사학 중앙 협회의 일원인 데이비드 호건의 책 "기습자 또는 엘리트 보병"에서 그는 "베트남 전쟁 때 LRRP 부대에 편성된 레인저는 시간이 지남에 따라 전설적인 명칭이 되었지만 정확한 의미는 규정되지 않았다" 라고 말했다. 레인저가 누구이고 무엇인지에 대한 정의의 요구로, 통합성이 사라졌다. 그레나다 침공 이후 모든 상황이 바뀌었다. 1983년 이래로, 레인저 부대에 참여하거나 레인저 학교를 수료하여 레인저 탭을 붙인 자이거나 두 부류 모두 레인저라는 명칭을 받는 것이 일반화되었다. 그러나 우리는 누가, 그리고 무엇이 레인저를 구성하는 지에 대한 더욱 명확한 정의가 필요하다. 이러한 정의가 없다면, 우리는 미래에 엄청난 혼란을 맞이할 것이다.:219 — J. D 락

즉 1980년대의 75레인저연대 창설 전에도 레인저라는 이름을 가진 여러 부대들이 있었고, 이와는 별도로 레인저 학교의 수료자들에게도 군 소속과 무관하게 레인저 대원이라는 호칭을 붙이는 등 레인저 라는 용어가 여러 의미로 쓰이고 있기 때문에 용어상 혼란 문제가 끊임없이 발생되고 있는 것이다.

## 부대 목록

### 현재, 제75레인저연대

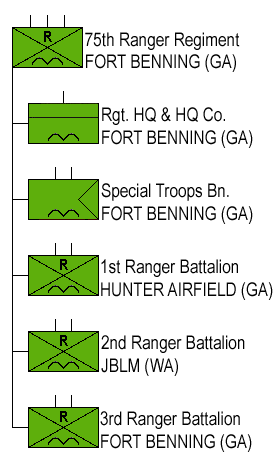
제75레인저연대의 편성표

- 연대본부 및 본부중대
- 특수병력대대
  - 본부 및 본부중대
  - 연대정찰중대
  - 통신중대
  - 군사첩보중대
  - 선발훈련중대
- 제1레인저대대
- 제2레인저대대
- 제3레인저대대

### 제2차 세계 대전
- 제1레인저대대
- 제2레인저대대
- 제3레인저대대
- 제4레인저대대
- 제5레인저대대
- 제6레인저대대
- 제29레인저대대
- 메릴의 약탈자들 (정식명칭 "제5307구성부대")

### 한국 전쟁
| 명칭                                                     | 배속                                        | 창설일           | 해산일           |
| -------------------------------------------------------- | ------------------------------------------- | ---------------- | ---------------- |
| 제8213부대/제8군 레인저중대                              | 제25보병사단 / 제9군단                      | 1950년 8월 25일  | 1951년 3월 28일  |
| 제8227부대/GHQ 레이더중대 제8245부대/제10군단 레이더중대 | 특수활동단 / 제10군단                       | 1950년 11월 12일 | 1951년 3월 1일   |
| 제1레인저중대                                            | 제2보병사단                                 | 1950년 10월 28일 | 1951년 8월 1일   |
| 제2레인저중대                                            | 제7보병사단 / 제187연대전투단               | 1950년 10월 28일 | 1951년 8월 1일   |
| 제3레인저중대                                            | 레인저 훈련사령부 / 제3보병사단 / 제1군단   | 1950년 10월 28일 | 1951년 8월 1일   |
| 제4레인저중대                                            | 제1기병사단 / 제187연대전투단 / 제1해병사단 | 1950년 10월 28일 | 1951년 8월 1일   |
| 제5레인저중대                                            | 제25보병사단 / 제1군단                      | 1950년 11월 20일 | 1951년 8월 1일   |
| 제6레인저중대                                            | 제7군                                       | 1950년 11월 20일 | 1951년 12월 1일  |
| 제7레인저중대                                            | 레인저 훈련사령부                           | 1950년 11월 20일 | 1951년 11월 5일  |
| 제8레인저중대                                            | 제24보병사단 / 제9군단                      | 1950년 11월 20일 | 1951년 8월 1일   |
| 제9레인저중대                                            | 제3군                                       | 1951년 1월 5일   | 1951년 11월 5일  |
| 제10레인저중대                                           | 제45보병사단                                | 1951년 2월 5일   | 1951년 10월 15일 |
| 제11레인저중대                                           | 제40보병사단                                | 1951년 1월 5일   | 1951년 9월 21일  |
| 제12레인저중대                                           | 제28보병사단                                | 1951년 2월 1일   | 1951년 10월 27일 |
| 제13레인저중대                                           | 제43보병사단                                | 1951년 2월 1일   | 1951년 10월 15일 |
| 제14레인저중대                                           | 제4보병사단                                 | 1951년 2월 27일  | 1951년 10월 27일 |
| 제15레인저중대                                           | 제3군                                       | 1951년 2월 27일  | 1951년 11월 5일  |
| A(에이블) 레인저보병중대                                 | 레인저 훈련사령부                           |                  |                  |
| B(베이커) 레인저보병중대                                 | 레인저 훈련사령부                           |                  |                  |

### 베트남 전쟁
| 중대                              | 창설일                          | 해산일                           | 이전 중대/분견대 (LRP) | 배속                                            |
| --------------------------------- | ------------------------------- | -------------------------------- | ---------------------- | ----------------------------------------------- |
| A 중대                            | 1969년 2월 1일                  | 1974년 12월 19일                 | 제17보병, D 중대       | 제5(V)군단 (독일)                               |
| B 중대                            | 1969년 2월 1일                  | 1974년 11월 1일                  | 제58보병, C 중대       | 제7(VII)군단 (독일)                             |
| C 중대                            | 1969년 2월 1일                  | 1971년 10월 25일                 | 제20보병, E 중대       | 제1베트남야전부대                               |
| 제151보병, D 중대 (레인저) D 중대 | 1969년 2월 1일 1969년 11월 20일 | 1969년 11월 20일 1970년 4월 10일 | 제51보병. F 중대       | 제2베트남야전부대                               |
| E 중대,                           | 1969년 1969년 10월 1일          | 1969년 8월 23일 1970 10월 12일   | 제50보병, E 중대       | 제9보병사단 (베트남)                            |
| F 중대                            | 1969년 2월 1일                  | 1971년 3월 15일                  | 제50보병, F 중대       | 제25보병사단 (베트남)                           |
| G 중대                            | 1969년 2월 1일                  | 1971년 10월 1일                  | 제51보병, E 중대       | 제23보병사단 (베트남)                           |
| H 중대                            | 1969년 2월 1일                  | 1972년 8월 15일                  | 제52보병, E 중대       | 제1기병사단 (베트남)                            |
| I 중대                            | 1969년 2월 1일                  | 1970년 4월 7일                   | 제52보병, F 중대       | 제1보병사단 (베트남)                            |
| K 중대                            | 1969년 2월 1일                  | 1970년 12월 10일                 | 제58보병, E 중대       | 제4보병사단 (베트남)                            |
| L 중대                            | 1969년 2월 1일                  | 1971년 12월 25일                 | 제58보병, F 중대       | 제101공수사단 (베트남)                          |
| M 중대                            | 1969년 2월 1일                  | 1970년 10월 12일                 | 제71보병분견대         | 제199보병여단 (경보병) (베트남)                 |
| N 중대                            | 1967년 12월 20일                | 1969년 2월 1일                   | 제74보병분견대         | 제173공수여단 (베트남)                          |
| O 중대 O 중대 (극지 레인저)       | 1969년 2월 1일 1970년 8월 4일   | 1969년 11월 20일 1972년 9월 29일 | 제78보병분견대         | 제82공수사단, 3여단 (베트남) 미국 알래스카 육군 |
| P 중대                            | 1969년                          | 1971년 8월 31일                  | 제79보병분견대         | 제5보병사단 (기계화), 1여단 (베트남)            |

## 기록

### 계보
- 1943년 10월 3일, 5307th Composite Unit (Provisional)
→제5307혼성부대
- 1944년 8월 10일, 475th Infantry
→제475보병
- 1954년 6월 21일, 75th Infantry
→제75보병
- 1954년 10월 26일 , 정규군 배정
- 1986년 2월 3일, 75th Ranger Regiment
→제75레인저연대
옛 제1, 2, 3, 4, 5, 6, 레인저대대를 통합함.

### 전역
| 스트리머                | 명칭 |
| ----------------------- | --- |
| 유럽-아프리카-중동 전역 | - 알제리아-프랑스령 모로코 (with ) - 튀니지 - 시칠리 (with ) - 나폴리-포기아 (with ) - 안지오 (with ) - 로마-아르노 - 노르망디 (with ) - 북부 프랑스 - 라인란트 - 안데스-알자스 - 중앙 유럽                                                                                      |
| 아시아-태평양 전역      | - 뉴기니아 - 필리핀 - 레이테 (with ) - 루손 - 인도-버마 - 중앙 버마 |
| 베트남 전쟁             | - 자문 - 방어 - 반격 - 반격, 제2(II) 단계 - 반격, 제3(II) 단계 - 반격, 제4(IV) 단계 - 반격, 제5(V) 단계 - 반격, 제6(VI) 단계 - 반격, 제7(VII) 단계 - 구정공세 반격 - 구정공세 69년/반격 - 1969년 여름-가을 - 1970년 겨울-봄 - Sanctuary 반격 - 통합 제1(I) - 통합 제2(II) - 정전 |
| 국군 원정               | - 그레나다 (with ) - 파나마 (with ) |
| 테러와의 전쟁           | |
| 아프가니스탄            | - 아프가니스탄의 해방 - 통합 제1(I)차 - 통합 제2(II)차 |
| 이라크                  | - 이라크의 해방 - 이라크의 전이 - 이라크 통치 - 국가 회복 |

### 스트리머
| 스트리머                     | 내역                        | 비고                                              |
| ---------------------------- | --------------------------- | ------------------------------------------------- |
| 미국 대통령 부대 표창 (육군) | 엘 귀타르                   | 제1레인저대대                                     |
| 미국 대통령 부대 표창 (육군) | 살레르노                    | 제1, 3, 4레인저대대                               |
| 미국 대통령 부대 표창 (육군) | 프앙테 뒤 오크              | 제2레인저대대                                     |
| 미국 대통령 부대 표창 (육군) | 노르망디                    | 제5레인저대대                                     |
| 미국 대통령 부대 표창 (육군) | 자르강 지역                 | 제5레인저대대                                     |
| 미국 대통령 부대 표창 (육군) | 미치나                      | 제5307혼성부대                                    |
| 미국 대통령 부대 표창 (육군) | 베트남 1966년 ~ 1968년      | 제5특전단                                         |
| 미국 대통령 부대 표창 (육군) | 아프가니스탄, 2010년        | 제1대대                                           |
| 용맹부대수상                 | 빈즈엉성                    | 제75보병연대, F중대                               |
| 용맹부대수상                 | 베트남 - 제2(II)군단 지역   | 제75보병연대, C중대                               |
| 용맹부대수상                 | 제3(III)군단 지역, 1969년   | 제75보병연대, H중대                               |
| 용맹부대수상                 | 트어티엔 - 꽝찌성           | 제75보병연대, L중대                               |
| 용맹부대수상                 | 피시훅 작전                 | 제75보병연대, H중대                               |
| 용맹부대수상                 | 제3(III)군단 지역, 1971년   | 제75보병연대, H중대                               |
| 용맹부대수상                 | 그레나다                    | 제1, 2대대                                        |
| 용맹부대수상                 | 모가디슈                    | 제3대대                                           |
| 용맹부대수상                 | 이라크, 2003년              | 본부 및 본부중대; 제1대대 A,B중대; 제2대대, B중대 |
| 용맹부대수상                 | 남아프가니스탄, 2011년      | 2대대                                             |
| 육군 근무부대표창            | 베트남, 1968년              | 제5특전단                                         |
| 육군 근무부대표창            | 베트남, 1969년              | 제75보병연대, G중대                               |
| 육군 근무부대표창            | 베트남, 1969년 ~ 1970년     | 제75보병연대, M중대                               |
| 육군 근무부대표창            | 태평양 지역, 1972년 -1973년 | 제1특전단                                         |
| 육군 근무부대표창            | 아프가니스탄, 2011년        | 제1대대 (B중대 제외)                              |

## 같이 보기
- 제75레인저연대

## 참고

### 자료
- “75th Ranger Regiment” (영어). 미국 육군 역사관. 2013년 3월 26일. 2011년 9월 7일에 원본 문서에서 보존된 문서. 2017년 2월 4일에 확인함.
- Lock, John D.; Moore, Harold G. (2001). 《To Fight With Intrepidity: The Complete History of the U.S. Army Rangers 1622 to Present》 (영어). Fenestra Books. 513-514쪽. ISBN 1-58736-064-0.
- Bahmanyar, Mir (2005). 《Shadow Warriors: A History of the US Army Rangers》 (영어). Osprey Publishing. 262쪽.